# Kägelnäbbar
Kägelnäbbar (Conirostrum) är ett fågelsläkte i familjen tangaror inom ordningen tättingar: Släktet omfattar numera elva till tolv arter som förekommer från Panama till nordöstra Argentina och norra Chile:
- Blågrå kägelnäbb (C. bicolor)
- Pärlemorkägelnäbb (C. margaritae)
- Rostgumpad kägelnäbb (C. speciosum)
- Vitörad kägelnäbb (C. leucogenys)
- Jättekägelnäbb (C. binghami) – tidigare i det egna släktet Oreomanes, då med artepitetet fraseri
- Vitbrynad kägelnäbb (C. ferrugineiventre)
- Svarthuvad kägelnäbb (C. sitticolor)
- Vitkronad kägelnäbb (C. albifrons)
- Tamarugokägelnäbb (C. tamarugense)
- Rostbrynad kägelnäbb (C. rufum)
- Grå kägelnäbb (C. cinereum)
  - "Ockrakägelnäbb" (C. [c.] fraseri) – urskiljs som egen art av Birdlife International